# 13869 Fruge
13869 Fruge è un asteroide della fascia principale. Scoperto nel 2000, presenta un'orbita caratterizzata da un semiasse maggiore pari a 2,5787026 UA e da un'eccentricità di 0,1118983, inclinata di 8,69475° rispetto all'eclittica.